# Eudistoma planum
Eudistoma planum är en sjöpungsart som beskrevs av Pérès 1948. Eudistoma planum ingår i släktet Eudistoma och familjen Polycitoridae. Inga underarter finns listade i Catalogue of Life.